# Weinberg (Dobbrikow)
Der Weinberg ist eine an seiner höchsten Stelle 72 Meter hohe Erhebung in Dobbrikow, einem Ortsteil der Gemeinde Nuthe-Urstromtal im Landkreis Teltow-Fläming im Land Brandenburg.

## Lage
Die Erhebung befindet sich westlich des Ortszentrums und dort südlich der beiden Seen Hintersee und Vordersee. Sie ist über die Weinbergstraße aus erreichbar, die vom historischen Dorfzentrum nach Westen führt. Südlich führt die Straße Am Stabelsee ebenfalls nach Westen.

## Entstehung und Geschichte
Der Berg gehört zur Luckenwalder Heide, einer Grundmoränenplatte, die von Sandern bedeckt ist. Sie wurde in der Weichseleiszeit ausgeformt, als sich Gletscher in Richtung einer Erhebung drückten. Durch den Eisschild wurde die Endmoräne gestaucht und es kam zur Ausbildung einer isolierten Endmoränenkuppe.
Die Zisterzienser aus dem Kloster Zinna in Jüterbog kultivierten im Mittelalter auf dem Berg Weinreben, in dem sie zuvor den Südhang terrassierten. Die Ernte soll bis zu 30 halbe Fuder betragen haben. Im Dreißigjährigen Krieg sollen die Anpflanzungen von schwedischen Truppen zerstört worden sein. 1712 verpachtete die Gemeinde 15 Morgen des Weinbergs für anfänglich 26 Taler an Tobias Fellgetreu. Die Kuppe ist im 21. Jahrhundert mit einem Mischwald bewachsen. 2011 begann ein Rentner, rund 160 m² am Südhang erneut urbar zu machen.

## Fauna und Flora
Eine 6,9 ha große Fläche ist als FFH-Gebiet ausgewiesen. In dem Gebiet befindet sich ein Kalk-Trockenrasen, auf dem seltene und zum Teil gefährdete Pflanzenarten gedeihen, darunter der Blutrote Storchschnabel, die Kartäuser-Nelke, die Goldhaar-Aster, der Wiesen-Salbei sowie das Steppen-Lieschgras. Weiterhin wurde die Mopsfledermaus nachgewiesen.